# Dodewaard kärnkraftverk
Dodewaard kärnkraftverk är ett kärnkraftverk i Dodewaard, Nederländerna. Kärnkraftverket har en reaktor
Kraftverkets reaktor är av BWR-typ och började byggas 1965. Den togs i drift 1968. Kraftverket stängdes 1997.

## Reaktorer
| Station     | Typ | Netto- effekt | Byggstart  | Första kritikalitet | Första nätanslutning | Kommersiell drift | Stängd     |
| ----------- | --- | ------------- | ---------- | ------------------- | -------------------- | ----------------- | ---------- |
| Dodewaard 1 | BWR | 55 MWe        | 1965-05-01 | 1968-06-24          | 1968-10-18           | 1969-03-26        | 1997-03-26 |